# André Piatier
Pour les articles homonymes, voir Piatier.
 (décembre 2011).
Si vous disposez d'ouvrages ou d'articles de référence ou si vous connaissez des sites web de qualité traitant du thème abordé ici, merci de compléter l'article en donnant les références utiles à sa vérifiabilité et en les liant à la section « Notes et références ».
André Piatier, né le 25 juin 1914 et décédé le 3 décembre 1991, est un statisticien, économiste et psychologue social français.

## Biographie

### Jeunesse et études
André Piatier suit des études de droit. Il est reçu à l'agrégation de droit en 1937.

### Parcours professoral
Il oriente ses premières recherches sur l'environnement international et le conflit qui s'annonce. Il est l'adjoint du professeur Edgard Allix, doyen de la Faculté de droit de Paris, quand ce dernier lance à Paris la création de l'Institut international des finances publiques (IIFP). André Piatier, premier secrétaire de l'Institut, participe en 1938 au colloque Walter Lippmann. Il est toujours secrétaire de l'Institut pendant la Seconde Guerre mondiale et sauve les archives de la destruction. 
André Piatier est ainsi considéré comme un des précurseurs en France du néolibéralisme, mais il n'a pas notablement poursuivi ses travaux dans cette direction.

### Dans la Résistance
En 1939, André Piatier est chargé de cours à l'Université de Bordeaux. À la mobilisation, il est affecté à la Mission du Blocus au Ministère des affaires étrangères, dirigée par le commandant Marchand. En mai 1940, le lieutenant Piatier est au combat. Lorsque sa division fait retraite vers le sud jusqu'à Arzacq-Arraziguet, il récupère sur sa route tous les armements et matériels utilisables, qui seront cachés entre Arzacq et Pau, en zone libre. 
André Piatier, démobilisé, se rend à Vichy où il retrouve le commandant Marchand qui dirige la Section d'Études Économiques (SEE) nouvellement créée, et qui l'embauche aussitôt. Il est approché par un agent de la Section, Joël Lemoigne, membre du réseau Alliance où il s'est spécialisé dans le renseignement maritime. Lemoigne le recrute dans son sous-réseau Sea-Star sous le pseudonyme de « Bernicle ». André Piatier fait passer à Londres tous les renseignements qu'il collecte sur l'économie allemande, notamment les mouvements de locomotives entre le Reich et les Balkans. Il rédige une monographie sur la transformation des algues en aliments, qui aidera ses camarades du réseau à infiltrer la Kriegsmarine et à recueillir des renseignements sur les installations du Mur de l'Atlantique. Après l'arrestation de Joël Lemoigne en novembre 1943,, André Piatier prend contact avec des officiers résistants du Deuxième bureau qui travaillent à Vichy puis adhère au réseau Albert-Armand-Martial et continue à alimenter Londres en renseignements économiques. 
À l'été 1944, la SEE s'installe à Paris. André Piatier y codirige avec le commandant Marchand la section Exploitation.

### La statistique, outil de l'observation économique
Après la guerre, dans le climat d'effervescence qui marque la mise en place des réformes issues de la Résistance, André Piatier se consacre à l'économie statistique. La SEE est rattachée au ministère de la Production Industrielle. André Piatier est chargé par André Philip, ministre des Finances, et Albert Gazier, sous-secrétaire d'État à l'Économie nationale, de regrouper la SEE et les services économiques des deux ministères dans un nouvel organisme, l'Institut national de la statistique et des études économiques (INSEE) où il veillera à ce qu'on y retrouve les initiales de la SEE. Il en prend la direction de la conjoncture jusqu'en 1947.
L'année suivante, il est directeur d'études à l'École pratique des hautes études (VIe section, sciences économiques et sociales) et dirige le Centre d'études du développement économique et social, un des six groupes de recherches de la Division des études économiques de l'École Pratique. À la transformation en 1975 de la VIe section en École des hautes études en sciences sociales, il y est professeur d'économie et de statistique et le demeure toute sa vie d'enseignant.
La même année 1948, il est aussi professeur à l'Institut d'études politiques. Il y enseigne les études de marché jusqu'aux années 1970. Il enseigne parallèlement à la faculté de droit de Paris. Le contenu de son enseignement dans cette dernière, défini très rapidement, va marquer sa carrière universitaire, désormais orientée vers l'économie appliquée. Il poursuit toute sa vie ses travaux théoriques dans cette direction. Ses deux Thémis sur la statistique et l'observation économique resteront des ouvrages de base de l'enseignement universitaire. Son dernier ouvrage, publié peu avant sa mort, est consacré à la théorie et à l'analyse des cycles et des fluctuations économiques.

### La statistique appliquée
André Piatier a de solides connaissances théoriques, un grand pragmatisme, une curiosité toujours en éveil pour tous les aspects de la vie quotidienne. Il est aussi doté d'un esprit attentif et bienveillant. Excellant à déceler chez ses interlocuteurs l'idée ou le domaine qui peut faire l'objet d'une exploration méthodique nouvelle, il est un directeur d'études apprécié et, pour les praticiens de l'économie, un conseiller désireux d'aboutir à des conclusions opérationnelles. Il va ainsi pouvoir
étudier pendant plusieurs décennies de multiples sujets. 
Il fonde le CRESCO, institut de recherche sur l'économie régionale et l'organisation spatiale, dont il confie la direction au professeur Claude Ponsard. Il y développe une méthode d'analyse, vite appelée "enquête Piatier", des zones d'influence, notamment commerciale, des grandes villes françaises. Cette méthode sera développée dans les instituts d'économie régionales qui se créent alors dans les universités de province.
André Piatier intervient comme conseiller scientifique dans les études de l'IFOP créé par Jean Stoetzel. Il est le premier président de l'Observatoire international de prospective régionale (OIPR). Il est consultant auprès d'organismes internationaux, l'OCDE, la CEE, DG XII, à Luxembourg, l'UNESCO. En 1976, il réalise pour cette dernière une analyse prospective dans laquelle il conçoit un nouveau système éducatif sur la base d'une éducation tout au long de la vie.
André Piatier a exercé une influence déterminante sur la formation des chercheurs et sur la recherche économique pendant la seconde moitié du XXe siècle. Les très nombreux avant-propos et préfaces qu'ont sollicités la plupart des chercheurs économistes de l'époque pour leurs ouvrages ou encore l'estime de praticiens de l'économie comme Antoine Pinay et Raymond Barre soulignent la considération et la reconnaissance qui l'ont entouré pour son œuvre pédagogique et scientifique.

## Ouvrages
- Le contrôle des devises dans l'économie du IIIe Reich, 185 p., Centre d'études de politique étrangère, Hartmann, Paris, 1937
- L'évasion fiscale et l'assistance administrative entre États, 263 p., Bibliothèque de finances publiques françaises et étrangères, tome III, Librairie du Recueil Sirey, Paris, 1938, thèse pour le doctorat d'État
- L'économie de guerre, préface de l'amiral Castex, 304 p., Collection d'études économiques, tome VII, Librairie générale de droit et de jurisprudence, 1939, ouvrage dans lequel l'auteur est critique envers les idées de Stefan T. Possony, membre comme lui du colloque Walter Lippmann, défendues dans L'économie de la guerre totale (1938)
- Le contrôle des changes, avec René La Clavière, Éditions techniques, Paris, 1948
- L'observation économique et ses méthodes, cours d'économie, 3 fascicules, 762 p., Éditions ronéotypées des cours de droit, Faculté de droit de Paris, 1948
- Éléments de diagnostic en matière de sous-développement, Institut du développement économique et social, Paris, 1958
- Statistique et observation économique, tome I : méthodologie - statistique, 1961 ; tome II : économétrie - conjoncture - comptabilité nationale, 499 p., 1962, collection Thémis, Presses universitaires de France, Paris
- Équilibre entre développement économique et développement social, Génin, 1962
- Les transports de marchandises des entreprises possédant des camions de 3 tonnes et plus de charge utile, Enquête de l'IFOP, 32 p., Union des usagers de véhicules de transport privé, Firmin-Didot, 1963
- Économie et mathématiques - Éléments et exercices, tome I : Les nombres - algèbre -analyse, 1965
- Radioscopie des communes de France - ruralité et relations villes-campagnes - une recherche pour l'action, 549 p., éditions Économica, 1979
- La réalité économique occidentale à la lumière de l'analyse et de la théorie des cycles et des fluctuations, 236 p., Cahiers de l'Institut de sciences économiques appliquées, série F, Presses universitaires de Grenoble, 1989

## Articles
- "L’Allemagne devant le problème de la dévaluation", in Revue des études historiques, 20 mai 1937
- "De la nécessité de se restreindre en temps de guerre", in Revue de la Défense nationale, no 3, mars 1940
- "La production industrielle en France de 1898 à 1950", p. 212-228, in Revue Économique, volume I, issue 1, Presses de Sciences Po, Paris, 1950
- "Les prix de détail en France depuis 1914", p. 227-231, in Revue Économique, volume I, issue 2, Presses de Sciences Po, Paris, 1950
- "Nouvelles méthodes pour l'étude de la conjoncture", p. 313-330, in Kyklos, volume V, no 4, 1951
- "Les attractions commerciales des villes, une nouvelle méthode de mesure", in Revue juridique et économique du Sud-Ouest, p. 575-602, no 4, 1956
- "L’Occident devant les pays sous-développés : une nouvelle politique est-elle possible ?", in Politique Étrangère, volume XXIII, 1958, no 2, p. 196-230
- "Sondages et enquêtes au service du tourisme", in Population, volume XVIII, no 1, p. 65, 1963
- "La conférence de Genève devant les problèmes de stabilisation des prix des matières premières". 10 p., in Développement et Civilisation, n° spécial Développer, c'est nourrir, IRFED, Institut de recherches et de formation en vue du développement harmonisé, Paris, 96 p., 1964
- "Introduction : réflexions d'ensemble sur l'information et les statistiques internationales", in L'économie de l'information et l'information pour les économistes, p. 457-481, numéro spécial, Revue internationale des sciences sociales, volume XXVIII, n° 3, UNESCO, 1976
- "Développement local et localisations - les promesses de la troisième révolution industrielle", in Économie rurale, p. 3-9, no 166, 1985
- "Le tableau de bord pour la décision municipale", p. 211-234, in Développement local et décentralisation, Éditions régionales européennes, Paris, 1986
- "Les transferts de technologie vers l'entreprise, venant du secteur public ou financés par lui", p. 119-137, in Finances publiques et performance des entreprises, annales du 13e congrès de The International Institute of Public Finance, Paris, 1987
- "Aménagement du territoire et mouvements longs", in Revue d'économie régionale et urbaine, p. 177-207, no 1, 1989
- "L'agriculture dans la vie de la planète", in Économie rurale, p. 65-68, no 2, 1990.

## Quelques préfaces et avant-propos
- Jean Gabillard, La fin de l'inflation, avant-propos d'André Piatier, 360 p., Société d'édition d'enseignement supérieur, Paris, 1953
- Serge Careil, Confort économique, urbanisme et commerce, avant-propos d'André Piatier, 412 p., SEPAC, Paris, 1967
- Guy Brémaud, Le commerce extérieur des six pays de la Communauté européenne ; substitution de marchés et intégration, préface d'André Piatier, Presses universitaires de France, Paris, 1968
- Jean-P. Courthéoux, Attitudes collectives et croissance économique, préface d'André Piatier, Rivière, Paris, 1969
- Jacques Gravereau, Hong Kong, analyse d'un boom, préface d'André Piatier, 446 p., Cujas, Paris,1974
- Eugène Zaleski, La planification stalinienne : croissance et fluctuations économiques en URSS, 1933-1952, 1120 p., Économica, Paris, 1984

## Sources
- Fichier autorités, SUDOC
- Le Monde, 7 décembre 1991